# Saint-Quentin-la-Tour
Saint-Quentin-la-Tour település Franciaországban, Ariège megyében. Lakosainak száma 320 fő (2022. január 1.). Saint-Quentin-la-Tour La Bastide-de-Bousignac, Belloc, Camon, Lagarde és Troye-d’Ariège községekkel határos.

## Népesség
A település népessége az elmúlt években az alábbi módon változott:
| Lakosok száma | 255  | 278  | 306  | 314  | 330  | 332  | 337  | 337  | 338  | 320  |
|               | 1968 | 1982 | 1990 | 2006 | 2013 | 2015 | 2017 | 2019 | 2020 | 2022 |